# 屋顶包
，是一种由6层纸板构成的复合纸塑包装（保鲜内层、纸基层、阻绝层、保鲜中层、阻氧层和保鲜外层），不含铝箔金属层；外型有点像小房子，里面装巴氏消毒奶（简称巴氏奶或杀菌奶）或優格、果汁等饮品，能保存新鲜的风味及营养，被世界主要乳品、饮料公司广泛应用。由于屋顶包裡的鲜奶含有不耐热的有益菌群，所以需要冷藏保存。
屋顶包包装于1933年在美国面世，迄今为止拥有近100年的纸制品包装历史。是主要的鲜奶的包装。最早由美国一家玩具厂老板John Van Wormer于1915年发明，1933年正式面世，如今，全世界每年要消耗3600多亿屋顶包纸盒。